# Lydie Bonfils
Lydie Bonfils, née Cabanis le 21 mars 1837 à Congénies et morte le 10 mai 1918 au Caire, est la première femme photographe professionnelle au Moyen-Orient, active au Liban et dans les régions avoisinantes à la fin du XIXe et au début du XXe siècle.
Avec son mari Félix Bonfils, elle a fondé la Maison Bonfils, le premier studio photographique à Beyrouth.

## Biographie

### Jeunesse et vie de famille
Marie-Lydie Cabanis naît en 1837 à Congénies, chez sa grand-mère maternelle. Son père,  Samuel Cabanis, agriculteur, et sa mère, Élisabeth Benezet, sont établis à Crespian. À l'âge de vingt ans, le 27 août 1857, elle y épouse Félix Bonfils, alors libraire,. Leurs enfants, Félicie Sophie et Paul Félix Adrien (dit Adrien), naissent respectivement en 1858 et 1861 à Saint-Hippolyte-du-Fort,.
Devenu relieur, Félix fait partie de l'expédition militaire lorsque la France intervient dans la guerre civile de 1860 entre chrétiens et druzes au Moyen-Orient. Félix aurait appris l'héliogravure auprès d'Abel Niépce de Saint-Victor et, en 1864, il dirige une imprimerie à Alès.
Quand Adrien tombe gravement malade de la coqueluche, ses parents pensent qu'un changement de climat permettrait d'améliorer son état. Félix gardant de bons souvenirs du Liban et Lydie désirant explorer le pays, il est décidé qu'elle emmènerait Adrien à Beyrouth pour qu'il se repose. Le voyage est un grand succès et, en 1867, toute la famille quitte la France pour Beyrouth.

### Carrière
Une fois à Beyrouth, les Bonfils ouvrent un studio de photographie, « Maison Bonfils », situé rue George-Picot. La Maison Bonfils réalise des portraits studios, met en scène des scènes bibliques, des paysages et des panoramas.
Lydie Bonfils est fortement impliquée dans les tâches administratives du studio. Leur volume augmente lorsque l'entreprise s'étend au Caire et à Alexandrie, et qu'elle développe des liens avec une agence de New York. Lydie Bonfils participe également à la préparation de l'albumine pour les tirages, ce qui implique de séparer le blanc d'œuf du jaune, un processus long et désagréable. Le fils d'Adrien, Roger Bonfils, rapportera dans un livre de souvenirs qu'au moment d'embarquer sur le navire d'évacuation pour quitter Beyrouth en 1916, sa grand-mère s'était exclamée : « Je ne veux plus sentir un autre œuf ! »,.
Si les premières photographies de la Maison Bonfils sont généralement attribuées à Félix seul, l'implication de Lydie et Adrien dans la partie photographie de l'entreprise est aujourd'hui reconnue,,. On sait par ailleurs qu'ils avaient un nombre incertain d'assistants,. Les photographes libanais ont eu du mal à trouver des sujets volontaires en raison des situations religieuses et culturelles locales concernant la photographie, en particulier les sujets féminins. En tant que femme, Lydie était considérée comme un bon photographe pour les femmes de la région. La zone étant considérée comme trop dangereuse pour qu'elle puisse prendre des photos en dehors du studio, son travail a donc principalement consisté en des portraits de studio. Cependant, il semble qu'elle ait également pris quelques photographies de paysages. En effet, le pasteur anglais Samuel Manning cite « Madame Bonfils de Beyrout » comme source photographique, pour les illustrations de la Palestine dans son livre de 1874,.
Lydie Bonfils dirige l'atelier lors de l'absence de Félix en 1876, tandis qu'il retourne à Alès pour publier des compilations de ses photographies,. En 1878, le nom de l'atelier est changé en « F. Bonfils et Cie ». Adrien, revenu à Beyrouth après avoir terminé ses études en France, prend plus de responsabilités dans le studio pendant cette période. Félix Bonfils se rend de nouveau à Alès pour y établir une imprimerie de phototypies en 1880 et y meurt en 1885.
Adrien reste au studio jusqu'au début des années 1900, après quoi il part ouvrir un hôtel à Broummana. Avec l'aide de son collègue photographe Abraham Guiragossian, Lydie Bonfils continue à diriger le studio après le départ de son fils. En 1907, elle publie une collection de photographies de l'atelier dans le Catalogue général des vues photographiques de l'Orient.
La carrière de Lydie Bonfils est interrompue par l'entrée de l'Empire ottoman dans la Première Guerre mondiale. Elle est évacuée avec sa famille au Caire, où elle meurt, le 10 mai 1918, et est enterrée.

## Postérité
Après la mort de Lydie Bonfils, Guiragossian rachète la Maison Bonfils et ses archives. Le lien de Lydie Bonfils avec le studio perdure, car Guiragossian signe les photos des archives « Lydie Bonfils photographe, Beyrouth (Syrie) successeur A. Guiragossian »,.
Les archives Bonfils ont été numérisées dans le cadre d'un projet entre le programme de la British Library intitulé Endangered Archives Programme (programme ayant pour objectif la protection d'archives culturelles) et la Jafet Memorial Library, American University of Beirut, en 2013. La collection est disponible en ligne sur le site Web du Programme des archives en péril.

## Galerie

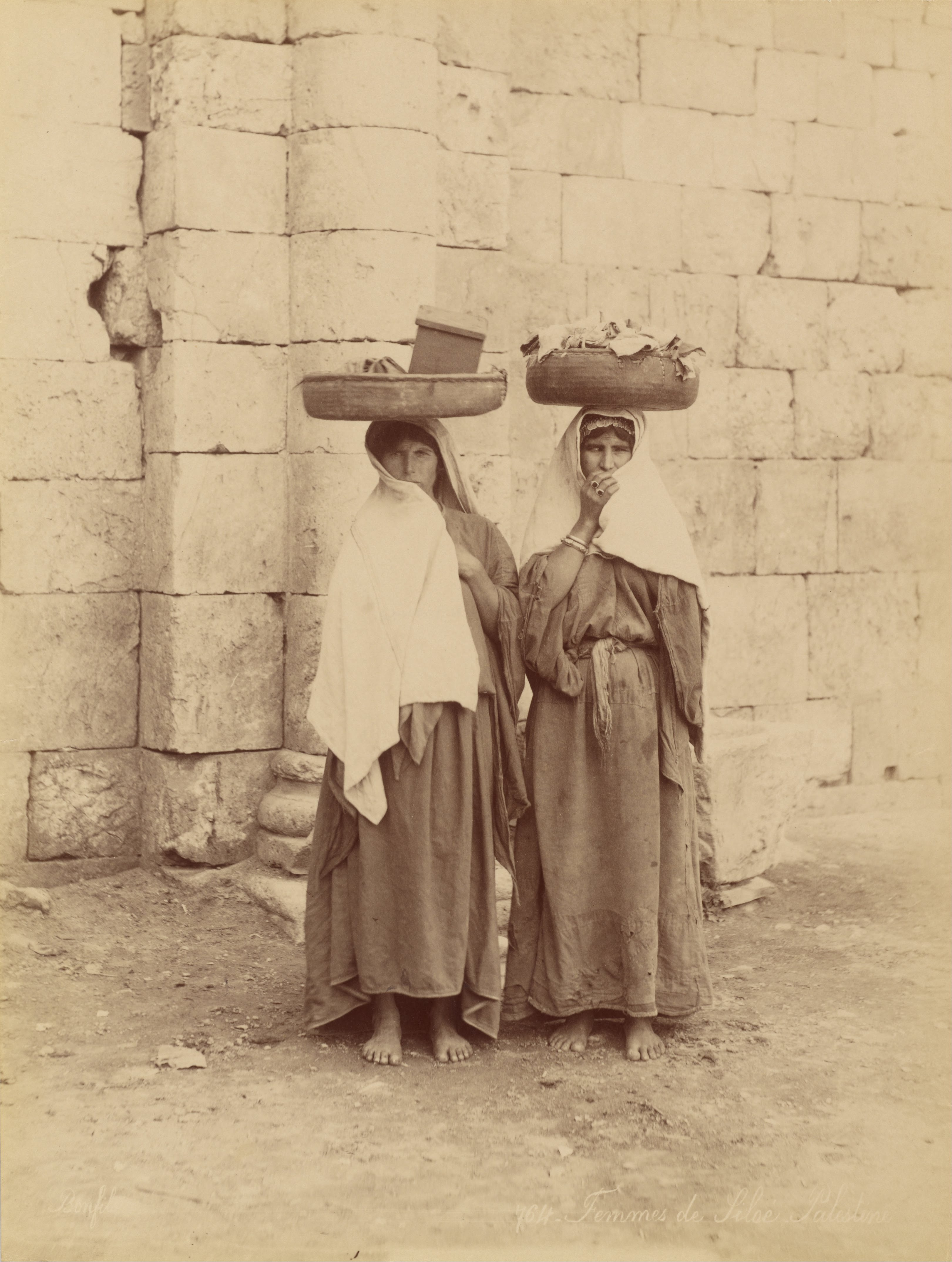
Femmes de Siloé, Palestine, v. 1880
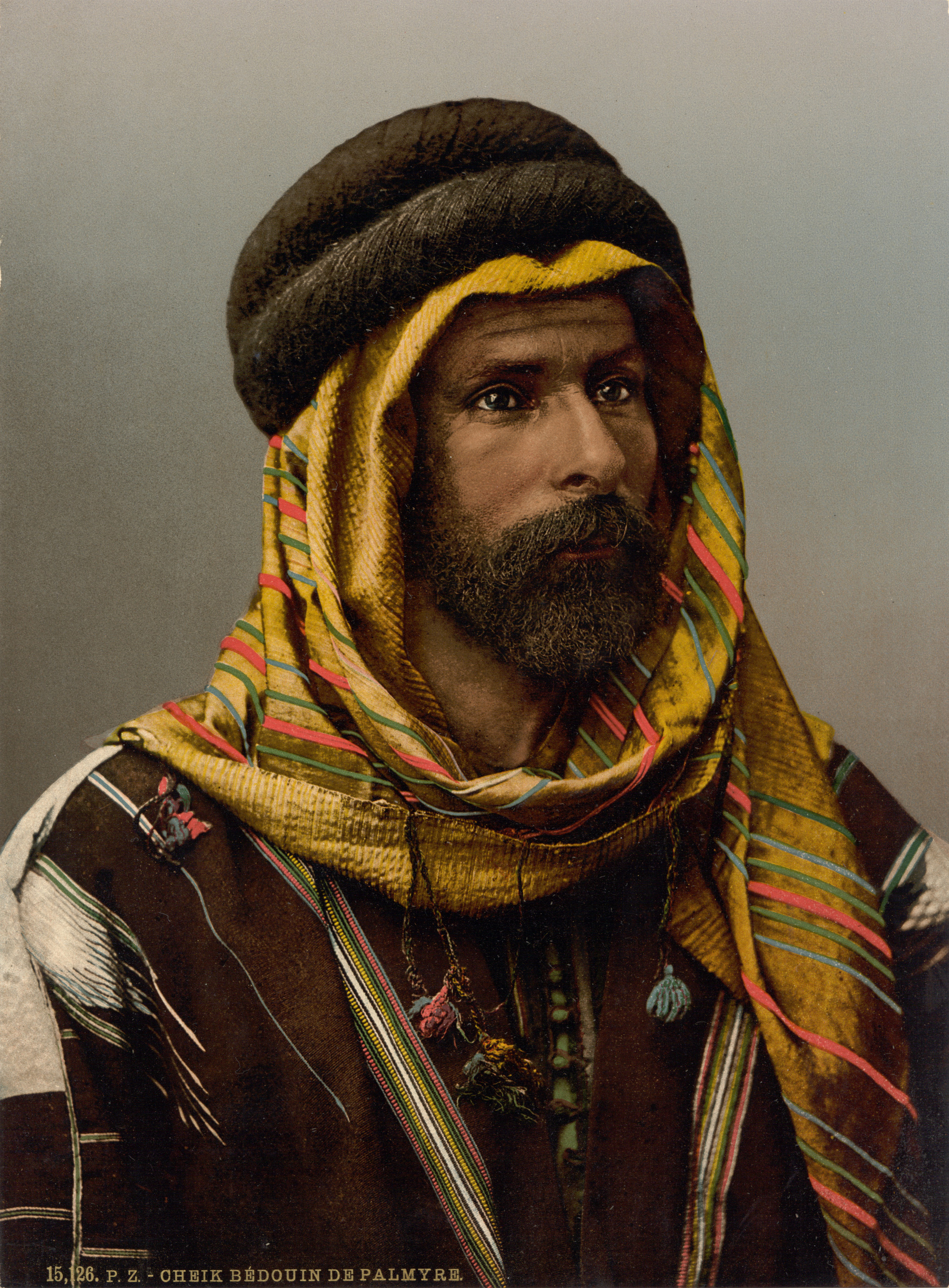
Chef bédouin de Palmyre, photochrome, 1880
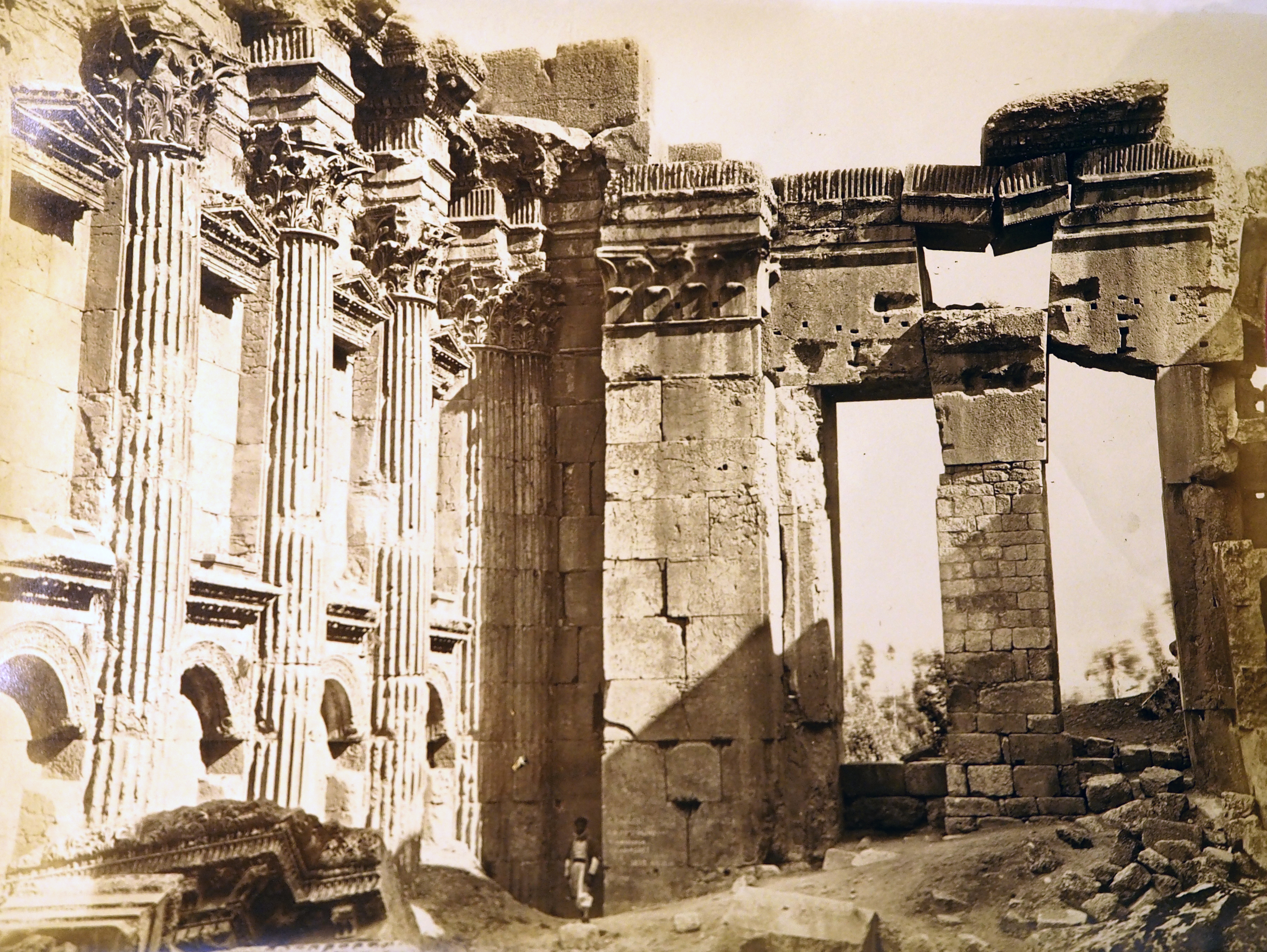
Temple de Jupiter, Baalec, Syrie, Mougins,© (MACM) Musée d'art classique de Mougins
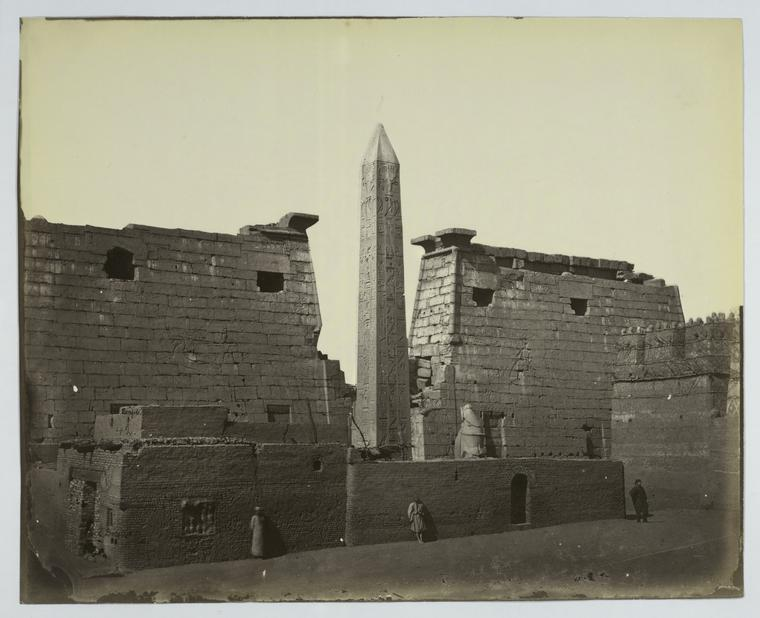
Temple de Louxor, 1867
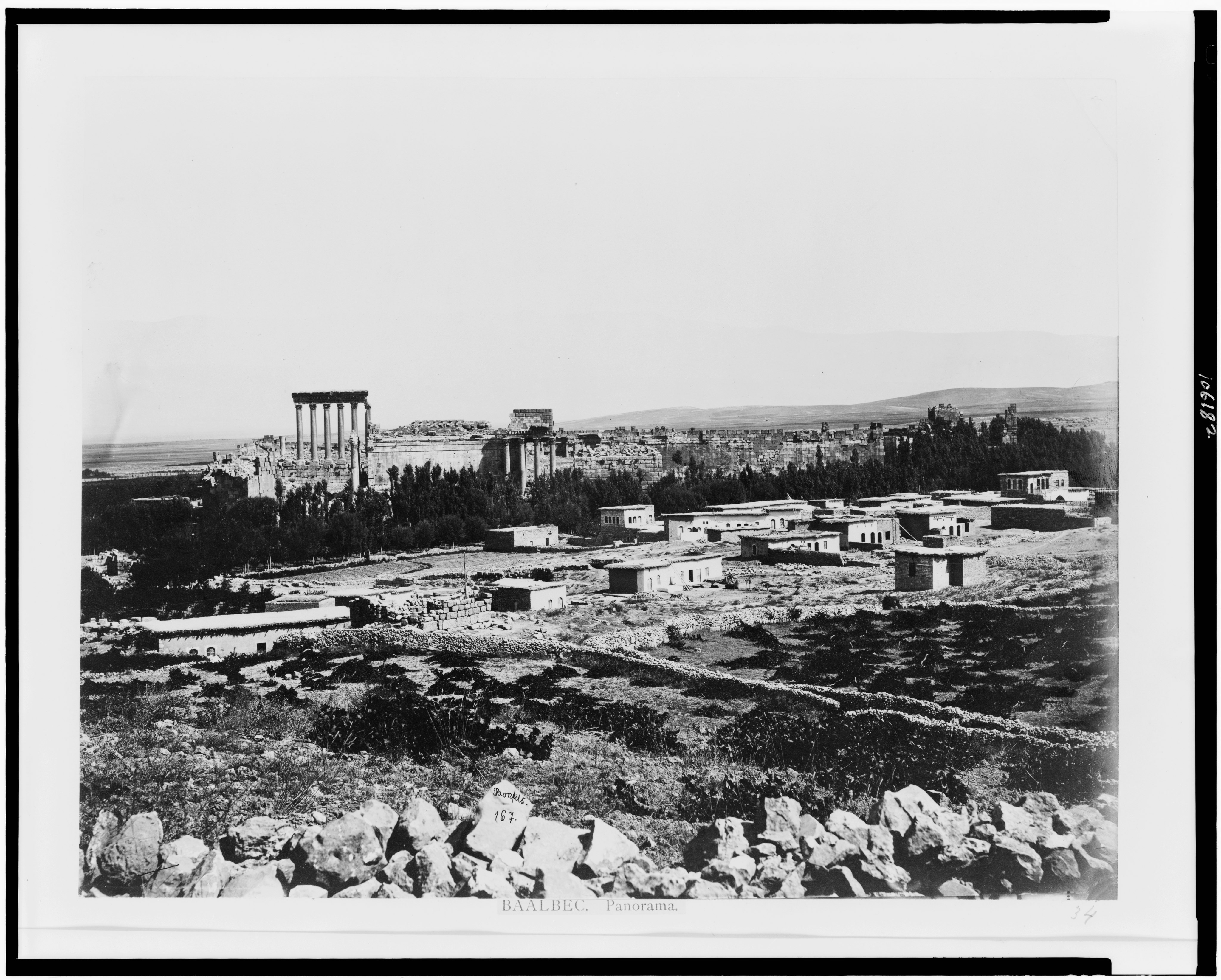
Panorama de Baalbec, 1870
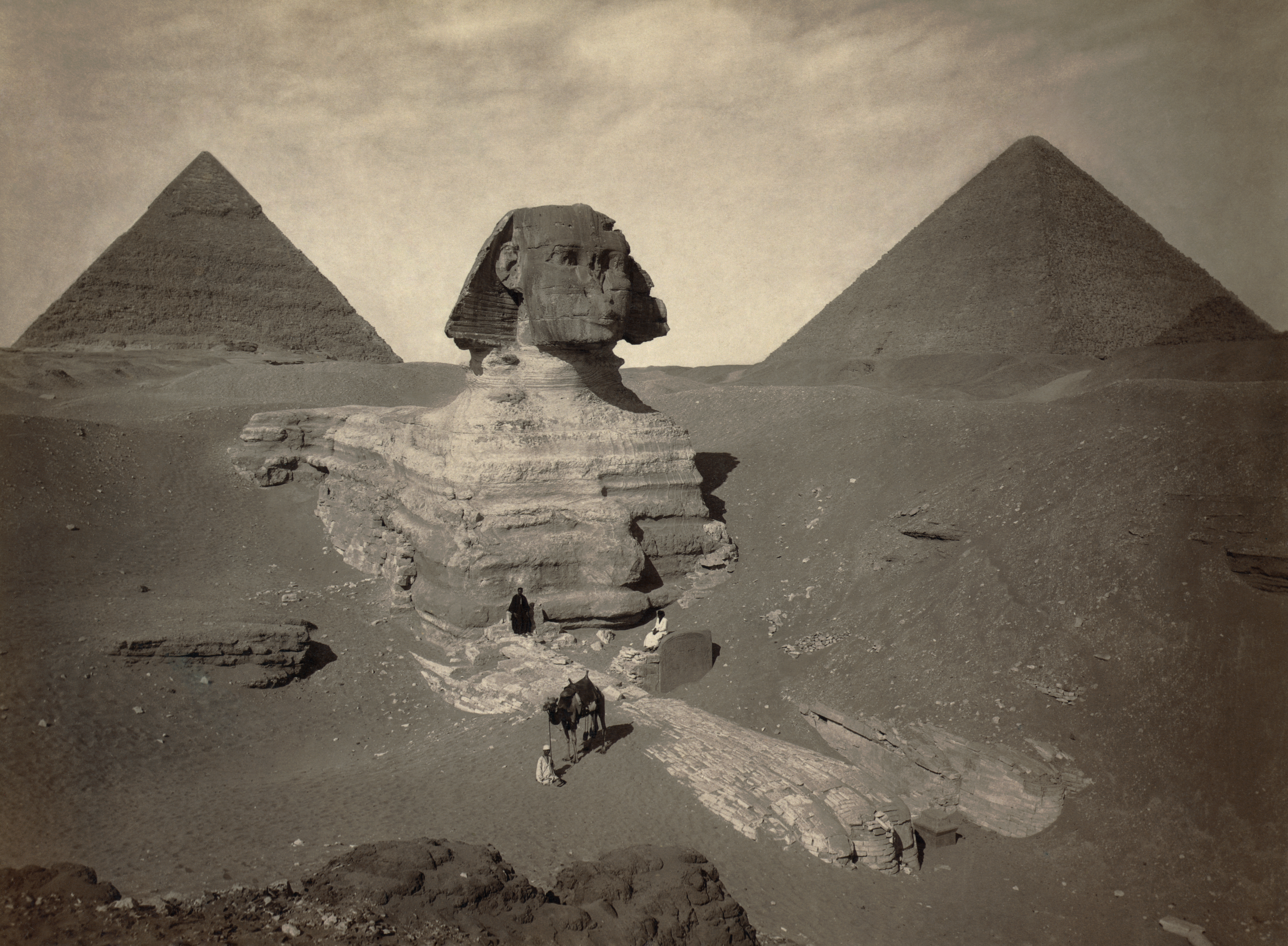
Sphinx partiellement fouillé, entre 1867 et 1899

## Publications
- Catalogue général des vues photographiques de l’Orient : Basse et Haute Égypte, Nubie, Palestine, Phénicie, Moab, Syrie, Côte d’Asie, les Sept églises d’Asie, Caramanie, Anatolie, îles de Chypre, de Rhodes, de Pathmos, de Syra, Athènes, Macédoine, Constantinople, Beyrouth, 1907

## Expositions
- 2019 : La Fabrique des illusions, Mucem, Marseille